# Eva Lisec
Eva Lisec, profesionalna slovenska košarkarica, * 17. junij 1995, Celje.
Je članica italijanskega prvoligaša in evroligaša Beretta Famila Schio. Ravno tako je članica slovenske ženske košarkarske reprezentance, za katero je pri dvaindvajsetih letih zbrala dvanajst uradnih nastopov. Na debiju v ženski Evroligi je v zgolj trinajstih minutah ob odličnem metu iz igre (5/5) dosegla 10 točk in 2 skoka.

## Zgodnja leta – od rokometa do košarke
Eva Lisec je svojo športno pot začela v sezoni 2005/2006 kot članica mlajših ekip ženskega rokometnega kluba Sevnica. Tam je odigrala tri sezone, zadnjo leta 2007/2008. V vseh sezonah je bila ključna igralka ekipe, najuspešnejša je bila v zadnji sezoni, ko je na 17 tekmah nasprotnicam zabila 144 golov. Po razpadu ŽRK Sevnica se je Eva v sezoni 2009/2010 pridružila košarkarski šoli v Sevnici. Nad igro se je navdušila in tako se je začela njena košarkarska pot.

## Klubska kariera

### Sezona 2010/2011 (ŽKK Grosuplje)
Profesionalno pot je začela v sezoni 2010/2011 v ženskem košarkarskem klubu Grosuplje. Pod taktirko trenerja Tea Hojča je hitro napredovala in si zagotovila redno minutažo v slovenski kadetski ligi. V tej sezoni je bila pomemben člen, ko je njena ekipa osvojila naslov državnih prvakinj v konkurenci kadetinj. Isto sezono je Eva zaigrala že na petih tekmah prve slovenske ženske košarkarske lige kjer je dosegala po 8,6 točk in 8,5 skokov na tekmo. Za uspešno prvo sezono je bila nagrajena z vpoklicem v kadetsko reprezentanco. Po manj kot enem letu treniranja je bila najboljša posameznica slovenskih kadetinj s povprečjem 12,7 točk in 9,6 skokov na tekmo. Na prvenstvu je imela najboljši procent meta iz igre (59%), bila pa je tudi 7. skakalka turnirja.

### Sezona 2011/2012 (ŽKK Grosuplje)
Sezono 2011/2012 je ravno tako odigrala v ŽKK Grosuplje. Igrala je kadetsko, mladinsko in člansko ligo. V prvenstvu kadetinj je s svojo ekipo zasedla končno drugo mesto. Ravno tako je bila s svojo ekipo druga v mladinskem prvenstvu. Tudi po tej sezoni je bila vpoklicana v mladinsko reprezentanco, kjer se je zelo izkazala. Na tekmovanju v Divizija A je bila najboljša posameznica reprezentance, bila pa je tudi najboljša skakalka celotnega prvenstva z 12,4 skoki na tekmo in pa tudi osma strelka prvenstva.

### Sezona 2012/2013 (ŽKK Celje)
V sezoni 2012/2013 je sledil prestop v najmočnejši slovenski ženski košarkarski klub Athlete Celje, kjer je prišla pod taktirko trenerja Damirja Grgiča.